# 2008
Rok 2008 (MMVIII) gregoriánského kalendáře začal v úterý 1. ledna, skončil ve středu 31. prosince a byl přestupný.

## Události

### Česko
- 15. února – Václav Klaus byl znovu zvolen prezidentem České republiky. Jeho mandát vypršel v roce 2013.
- 28. února – Premiér Mirek Topolánek ocenil premiérskou medailí bratry Mašíny a Milana Paumera.
- 7. května – Fotbalová SK Slavia Praha slavnostně otevřela multifunkční Stadion Eden zápasem s anglickým univerzitním mužstvem z Oxfordu.
- 8. května – byly otevřeny nové stanice Střížkov, Prosek a Letňany na lince C pražského metra.
- 17. května – za bouře zanikl památný strom Špetlův buk proslavený Luďkem Munzarem.
- 8. června – Česká republika a Spojené státy podepsaly smlouvu o instalaci radaru protiraketové obrany v Brdech.
- 19. června – byla odstřelena těžní skipová věž Dolu Dukla v Havířově Prostřední Suché. Jednalo se o první odstřel takovéto stavby v České republice.
- 31. srpna – Byla ukončena platnost padesátihaléřových mincí a dvacetikorunové bankovky.[1]
- 19. října – ČSSD vyhrála krajské volby ve všech krajích České republiky s výjimkou hlavního města Prahy, kde tyto volby neprobíhaly.
- 14. listopadu – historicky první hejtmankou v ČR byla zvolena v Plzeňském kraji Milada Emmerová.
- 17. listopadu – na litvínovském sídlišti Janov došlo ke střetům mezi policii a radikálními příznivci Dělnické strany, kteří se snažili projít převážně romským sídlištěm.

### Svět
Probíhala Velká recese
- 1. ledna

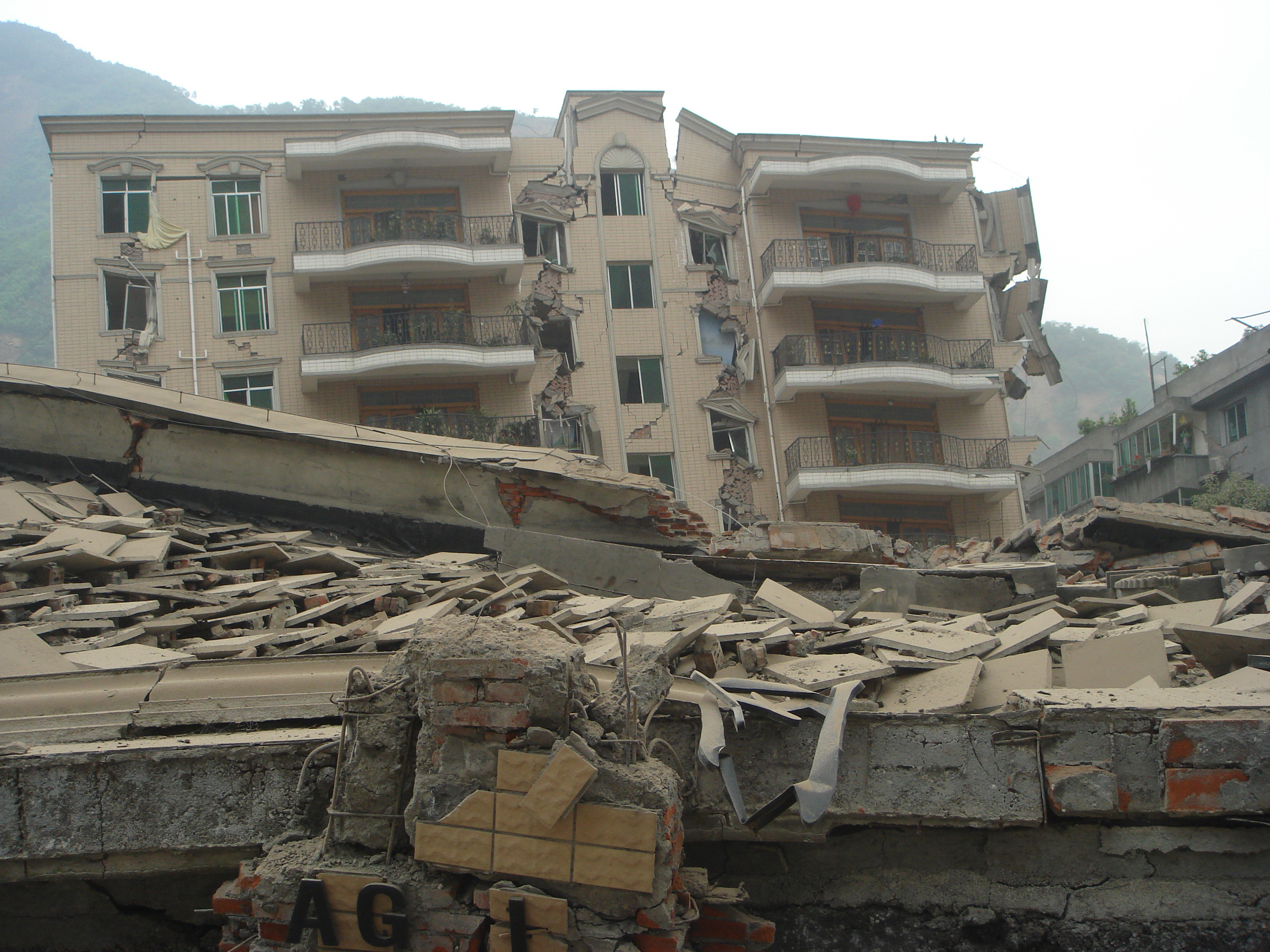
Zemětřesení v S’-čchuanu

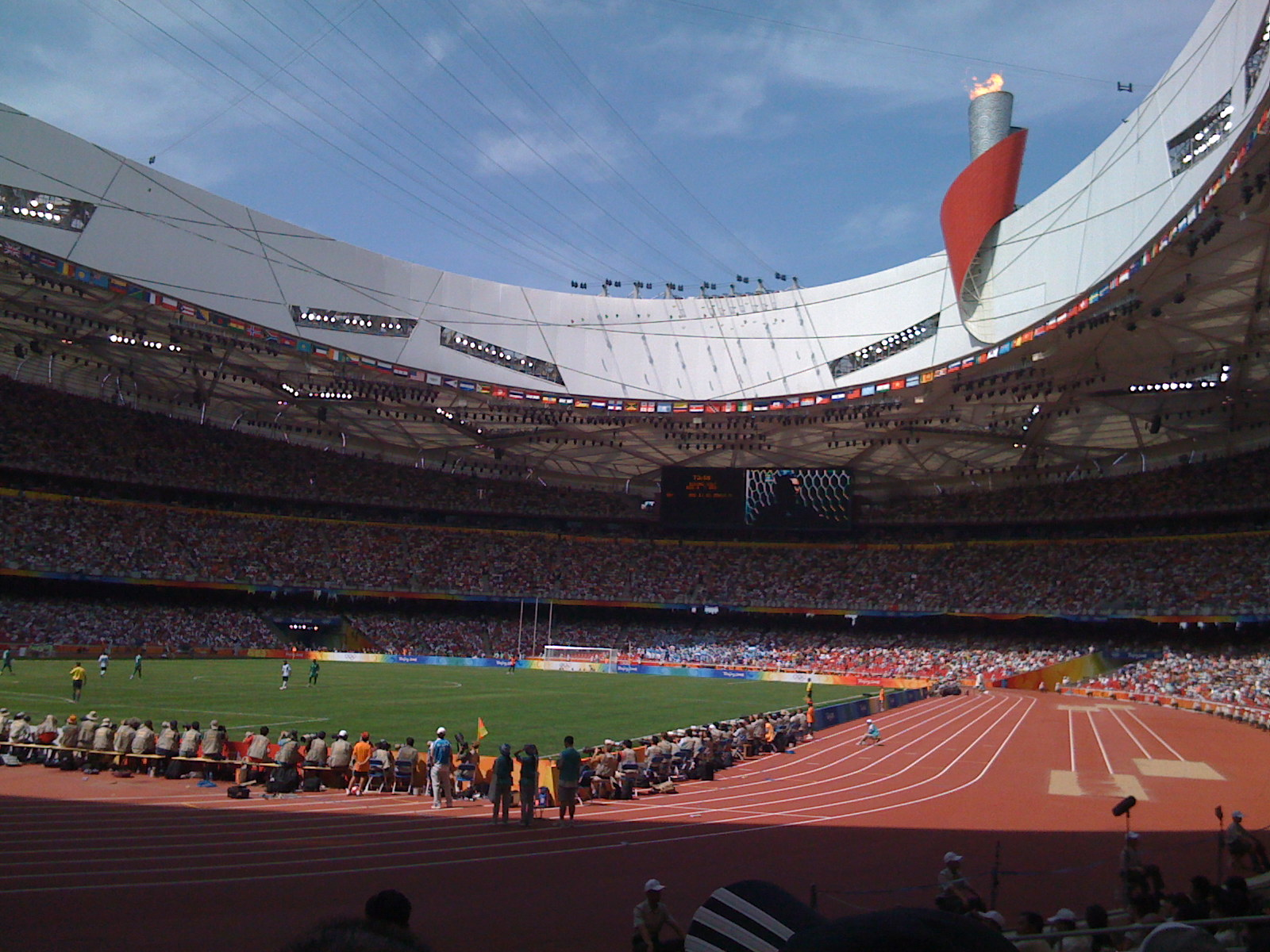
Olympijské hry v Pekingu

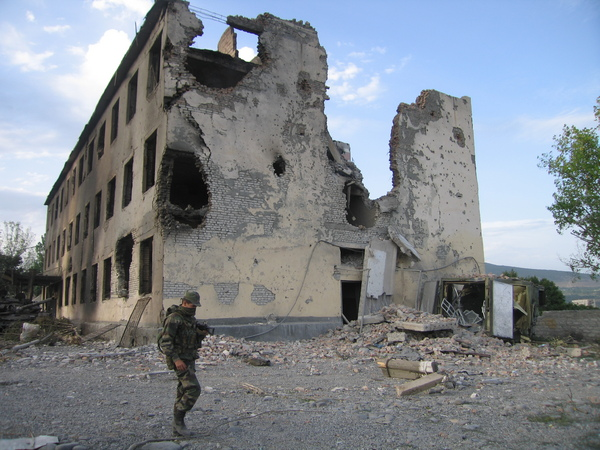
Válka v Jižní Osetii

  - Bylo zakázáno kouření na všech veřejných místech (včetně barů a restaurací) v Portugalsku a ve státu Illinois ve Spojených státech.
  - Kypr a Malta vstoupily do Eurozóny.
  - Slovinsko převzalo předsednictví Evropské unie, jako první z nových států EU.
- 2. ledna
  - Cena ropy vzrostla ke 100 dolarům za barel.
  - Malajsijský ministr zdravotnictví Chua Soi Lek rezignoval po sexuální aféře.
- 3. ledna
  - Bomba v autě v tureckém Diyarbakir zabila 4 lidi a zranila 68. Policie obvinila kurdské povstalce.
  - Barack Obama a Mike Huckabee zvítězili v prvních prezidentských primárních volbách v Iowě pro prezidentské volby v roce 2008.
- 4. ledna – 30. rally Paříž-Dakar byla zrušena.
- 8. ledna – Hillary Clintonová a John McCain zvítězili v prezidentských primárních volbách v New Hampshire
- 15. ledna – Mitt Romney zvítězil v primárkách v Michiganu.
- 19. ledna
  - nástupcem P. H. Kolvenbacha ve funkci generálního představeného jezuitů byl zvolen Adolfo Nicolás.
  - John McCain zvítězil v primárkách v Jižní Karolíně, Hillary Clintonová a Mitt Romney zvítězili v Nevadě.
- 20. ledna
  - Prezidentské volby v Srbsku.
  - Parlamentní volby na Kubě.
- 24. ledna – Italský premiér Romano Prodi rezignoval poté, co mu senát vyslovil nedůvěru.
- 26. ledna – Barack Obama zvítězil v primárkách v Jižní Karolíně.
- 29. ledna – Ve floridských primárkách zvítězili John McCain a Hillary Clintonová.
- 31. ledna – papež Benedikt XVI. vyhlásil reorganizaci řeckokatolické církve na Slovensku. Dosavadní prešovská eparchie byla povýšena na metropolitní archeparchii, které budou podléhat eparchie košická a eparchie bratislavská
- 1. února
  - Microsoft nabídl 44,6 miliard dolarů na koupi Yahoo!.
  - Teroristé zabili dálkově odpalovanými náložemi v Bagdádu 43 lidí a zranili 85.
- 2. února
  - Francouzský prezident Nicolas Sarkozy se oženil s Carlou Bruniovou.
  - Mitt Romney vyhrál v primárkách v Maine.
- 3. února – Boris Tadić byl znovuzvolen v druhém kole prezidentem Srbska.
- 5. února – Proběhlo tzv. Superúterý ve Spojených státech. Primárky proběhly v 24 státech.
- 7. února – Mitt Romney odstoupil z volby prezidenta USA.
- 14. února – papež Benedikt XVI. reorganizoval strukturu římskokatolické církve na Slovensku. Zanikla arcidiecéze bratislavsko-trnavská a vznikly arcidiecéze bratislavská a trnavská a diecéze žilinská.
- 17. února – otevřena Íránská ropná burza.
- 24. února – Raúl Castro je veřejně Národním shromážděním zvolen prezidentem Kuby.
- 25. února – I Mjong-bak začíná své prezidentské pětileté období jako 17. prezident Jižní Korey
- 26. února – Newyorský filharmonický orchestr vystoupil v Severní Koreji.
- 27. února – Zemětřesení zasáhlo anglický Lincolnshire. Velká Británie naměřila mezi 4.7 a 5.4 body na Richterově stupnici.
- 2. března – Ruským prezidentem zvolen Dmitrij Medveděv
- 14. března – První kolo parlamentních voleb v Íránu – díky volebním manipulacím získávají konzervativci absolutní většinu hlasů.
- 3. dubna – na summitu Severoatlantické aliance (NATO) v Bukurešti byla odmítnuta perspektiva začlenění Ukrajiny a Gruzie (Akční plán členství)[2]
- 10. dubna – Slovenský parlament ratifikoval Lisabonskou smlouvu.
- 11. květen – místní a parlamentní volby v Srbsku.
- 12. květen – ničivé zemětřesení s tisíci mrtvých lidí postihlo čínskou provincii S’-čchuan.
- 15. července–20. července – Světové dny mládeže v Sydney
- 8. srpna
  - 24. srpna v čínském Pekingu proběhly Letní olympijské hry
  - Začala Válka v Jižní Osetii
- 17. září – Transneptunické těleso Haumea získalo status trpasličí planety.
- 26. září – vyšla první verze operačního systému Android
- 2. listopadu – Z Marsu přišla poslední várka dat od sondy Phoenix.
- 26. listopadu spáchali pákistánští teroristé teroristické útoky v Bombaji
- 6. prosince začaly nepokoje v Řecku
- 27. prosince začala válka v Gaze

## Nobelova cena
- Nobelova cena za fyziku – Makoto Kobajaši, Tošihide Masukawa a Jóičiró Nambu
- Nobelova cena za chemii – Martin Chalfie, Osamu Šimomura a Roger Tsien
- Nobelova cena za fyziologii a lékařství – Françoise Barré-Sinoussiová, Harald zur Hausen a Luc Montagnier
- Nobelova cena za literaturu – Jean-Marie Gustave Le Clézio
- Nobelova cena za mír – Martti Ahtisaari
- Nobelova pamětní cena za ekonomii – Paul Krugman

## Narození

### Česko
- únor – Samuel Rychtář, zpěvák a finalista Česko Slovensko má talent v roce 2019

### Svět
- 4. ledna – Rayssa Lealová, brazilská skateboardistka
- 16. dubna – Eléonore Belgická, druhá dcera belgického korunního prince Philippa
- 10. června – Helena Zengel, německá dětská herečka
- 7. července – Sky Brownová, britská skateboardistka japonského původu
- 18. srpna – Gorděj Kolesov, ruský šachista
- 18. září – Jackson Robert Scott, americký herec
- 29. září – Emma Tallulah Behn, třetí dcera princezny Marty Louisy Norské

## Úmrtí

### Česko

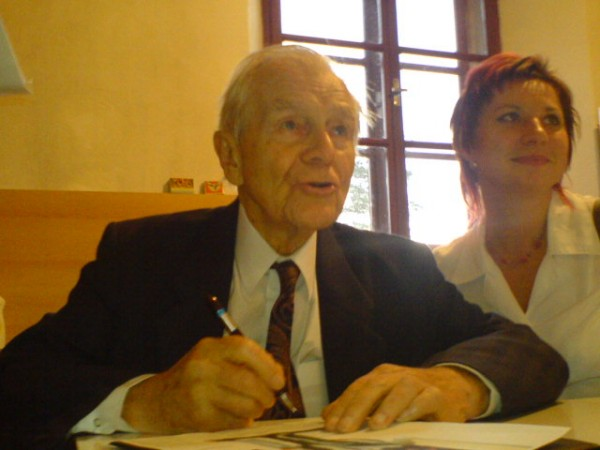
Radovan Lukavský († 10. března)

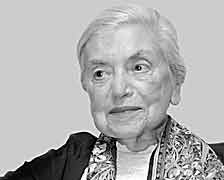
Lenka Reinerová († 27. června)

- 5. ledna – Ludvík Horký, kněz, administrátor brněnské diecéze (* 15. září 1913)
- 9. ledna
  - Václav Čevona, mistr Československa v běhu na 1500 metrů (* 24. května 1922)
  - Zdeňka Stavinohová, romanistka a překladatelka z francouzštiny (* 24. května 1914)
- 15. ledna – Jan Heller, teolog, překladatel z hebrejštiny a féničtiny (* 22. dubna 1925)
- 21. ledna – Jiří Sequens, filmový a televizní režisér (* 23. dubna 1922)
- 22. ledna – Gustav Heverle, herec (* 31. ledna 1920)
- 23. ledna
  - Miroslav Plavec, astronom (* 7. října 1925)
  - Jiří Brauner, děkan Vysokého učení technického v Brně (* 9. ledna 1905)
- 29. ledna – Jan Paroulek, brigádní generál (* 20. července 1922)
- 31. ledna
  - Michal Bukovič, textař (* 17. září 1943)
  - František Čapek, kanoista (* 24. října 1914)
- 1. února – Václav Babula, lékař, textař, básník a literát (* 23. září 1938)
- 2. února – Carola Biedermannová, právnička, spisovatelka, feministika (* 18. října 1947)
- 3. února – Jakub Blacký, bojovník proti nacismu i komunismu (* 10. září 1915)
- 4. února
  - Otto Lackovič, herec slovenského původu (* 5. dubna 1927)
  - Petr Pokorný, hudební skladatel a klavírista (* 16. listopadu 1932)
  - Alexej Okuněv, herec (* 10. říjen 1947)
- 5. února – Otto Lackovič, herec (* 5. duben 1927)
- 6. února – Ivan Dejmal, ministr životního prostředí (* 17. října 1946)
- 7. února – Viktor Dobal, chemik a politik (* 11. března 1947)
- 12. února – Josef Havel, pěstitel a šlechtitel růží (* 10. března 1930)
- 23. února – Jiří Velemínský, rostlinný genetik (* 21. listopadu 1933)
- 26. února – Jaroslav Macek, archivář a historik (* 19. prosince 1925)
- 29. února – Čestmír Šikola, voják a národní hrdina (* 29. listopadu 1919)
- 1. března – Eva Tauchenová, herečka (* 8. prosince 1928)
- 3. března – František Stibitz, hráč, trenér, rozhodčí, funkcionář basketbalu a volejbalu (* 15. dubna 1917)
- 6. března – Stanislav Konopásek, hokejista a trenér (* 18. dubna 1923)
- 10. března – Radovan Lukavský, herec, pedagog a recitátor (* 1. listopadu 1919)
- 15. března – Karel Matějka, jaderný fyzik (* 17. června 1943)
- 3. dubna – Vladimír Preclík, sochař, malíř, pedagog a spisovatel (* 23. května 1929)
- 4. dubna – Jiří Grospič, fotbalista, dlouholetý hráč Slavie Praha (* 22. března 1948)
- 12. dubna – Miroslav Doležal, herec (* 10. února 1919)
- 13. dubna – Rudolf Krátký, herec (* 16. listopadu 1919)
- 14. dubna – Alena Munková, novinářka a publicistka a scenáristka (* 24. září 1926)
- 20. dubna – Jiří Kalach, hudební skladatel (* 9. března 1934)
- 22. dubna – Jaroslav Koloděj, řezbář loutek a amatérský dramatik (* 25. května 1939)
- 24. dubna
  - František Šamalík, ústavní právník a politolog (* 28. prosince 1923)
  - Ferdinand Höfer, knihkupec, archivář (* 5. března 1915)
- 28. dubna – Miloslav Ducháč, klavírista a skladatel (* 24. ledna 1924)
- 3. května – Jan Souček, malíř, grafik a ilustrátor (* 5. května 1941)
- 17. května – Antonín Sochor, matematik, logik a politik (* 1. března 1942)
- 22. května
  - Zdenka Bergrová, básnířka a překladatelka (* 10. března 1923)
  - František Vnouček, politik (* 16. listopadu 1945)
- 24. května – Rob Knox, zavražděný britský herec (* 21. srpna 1989)
- 25. května – Antonín Jelínek, spisovatel, literární historik, kritik, publicista (* 10. července 1930)
- 31. května – Vladimír Sadek, judaista a hebraista (* 22. září 1932)
- 5. června – Jaroslav Studený, kněz, teolog, profesor křesťanského umění a archeologie (* 6. května 1923)
- 8. června – Peter Rühmkorf, německý spisovatel a básník (* 25. října 1929)
- 11. června – Miroslav Dvořák, hokejista (* 11. října 1951)
- 12. června – Zdeněk Urbánek, spisovatel a překladatel (* 12. října 1917)
- 16. června – Alexandra Berková, prozaička, scenáristka, publicistka a pedagožka (* 2. července 1949)
- 26. června – Blahoslav Hruška, sumerolog, asyriolog a religionista (* 5. května 1945)
- 27. června – Lenka Reinerová, spisovatelka (* 17. května 1916)
- 5. července – Marie Šechtlová, fotografka (* 25. března 1928)
- 6. července – Karel Hála, zpěvák (* 2. října 1933)
- 14. července – Pavel Machonin, sociolog (* 6. června 1927)
- 28. července – Milena Lukešová, spisovatelka (* 16. června 1922)
- 5. srpna – Jaroslav Alexa, atlet (* 6. července 1949)
- 6. srpna – Alena Husková, klavíristka, dirigentka, korepetitorka (* 10. června 1935)
- 9. srpna – Miroslav Melena, scénograf a divadelní architekt (* 12. března 1937)
- 10. srpna
  - Josef Reischig, biolog (* 6. srpna 1945)
  - František Tikal, hokejový reprezentant (* 18. července 1933)
- 11. srpna – Karel Risinger, hudební skladatel a muzikolog (* 18. června 1920)
- 21. srpna – Vladimír Hrabánek, herec (* 22. ledna 1938)
- 22. srpna – Jaroslav Bakala, historik (* 7. ledna 1931)
- 5. září – Miroslav Havel, sklář (* 26. května 1922)
- 10. září – Lubomír Koželuha, zpěvák, sbormistr, hudební skladatel a pedagog (* 1. září 1918)
- 19. září – Alois Piňos, hudební skladatel (* 2. října 1925)
- 20. září
  - Filip Šedivý, politik, právník a diplomat (* 6. října 1953)
  - Ivo Žďárek, diplomat (* 6. listopadu 1960)
- 22. září – Milan Adam, revmatolog (* 28. května 1928)
- 24. září – Petr Mišoň, biolog a politik (* 24. ledna 1937)
- 28. září – Adolf Branald, spisovatel (* 4. října 1910)
- 29. září – Bohumil Smolík, fotbalista, obránce Slavie Praha (* 8. dubna 1943)
- říjen – Jan Čarvaš, baskytarista a zpěvák (* 13. listopadu 1945)
- 1. října – Josef Hlaváček, estetik a výtvarný kritik (* 13. května 1934)
- 5. října – Josef Korčák, komunistický politik (* 17. prosince 1921)
- 6. října – Miroslav Koranda, reprezentant Československa ve veslování, olympijský vítěz (* 6. listopadu 1934)
- 7. října
  - Martin František Vích, kněz a petrin, politický vězeň (* 12. června 1921)
  - Josef Hlaváček, estetik (* 13. května 1934)
  - Miroslav Mareček, disident a proslulý hladovkář (* 21. září 1954)
- 8. října – Radomír Klein Jánský, profesor lingvistiky a srovnávacích společenských věd (* 11. června 1928)
- 10. října
  - Milan Kymlička, hudební skladatel (* 15. května 1936)
  - Jiřina Petrovická, herečka (* 30. ledna 1923)
- 12. října
  - Vladimír Tesař, malíř, ilustrátor, grafik, typograf a scénograf (* 20. října 1924)
  - Radslav Kinský, imunobiolog, zakladatel reprodukční imunologie (* 14. června 1928)
- 13. října – Pavel Radoměrský, numismatik a archeolog (* 23. listopadu 1926)
- 15. října
  - Stanislav Hlučka, generál, stíhací pilot, politický vězeň (* 19. října 1919)
  - Karel Kašpárek, lékař a exilový novinář (* 14. června 1923)
- 20. října – Ludmila Jandová, malířka (* 3. srpna 1938)
- 21. října – Jan Bistřický, historik, archivář, pedagog (* 12. června 1930)
- 27. října
  - Richard Jelínek, histolog, embryolog a anatom (* 8. října 1934)
  - Terezie Blumová, hlasová pedagožka maďarského původu (* 30. října 1909)
- 28. října – Dagmar Sedláčková, akademická malířka, ilustrátorka a grafička (* 14. ledna 1931)
- 10. listopadu – Antonín Vězda, lichenolog (* 25. listopadu 1920)
- 11. listopadu – Jiří Berkovec, hudební skladatel a publicista (* 22. července 1922)
- 14. listopadu – Ladislav Sitenský, fotograf (* 7. srpna 1919)
- 15. listopadu – Božena Šustrová, filmová herečka (* 15. října 1915)
- 19. listopadu – Bohumír Prokůpek, fotograf (* 13. října 1954)
- 24. listopadu – Stanislav Frank, ichtyolog, akvarista (* 18. dubna 1930)
- 28. listopadu
  - Gustav Ginzel, cestovatel, horolezec a podivín (* 28. února 1931)
  - Jaroslav Mezník, historik (* 31. prosince 1928)
- 30. listopadu
  - Miloslav Chlupáč, sochař a malíř (* 10. července 1920)
  - Miroslav Sláma, hokejový reprezentant (* 3. srpna 1917)
- 4. prosince – Miroslav Hlaváč, skladatel elektroakustické hudby a mostní stavitel (* 23. října 1923)
- 9. prosince – Jiří Šimon, atletický trenér, vysokoškolský pedagog a spisovatel (* 5. dubna 1936)
- 16. prosince – Zdeněk Bardoděj, toxikolog (* 20. května 1924)
- 22. prosince – Josef Zlámal, kněz a převor Maltézského řádu (* 1. července 1915)

### Svět

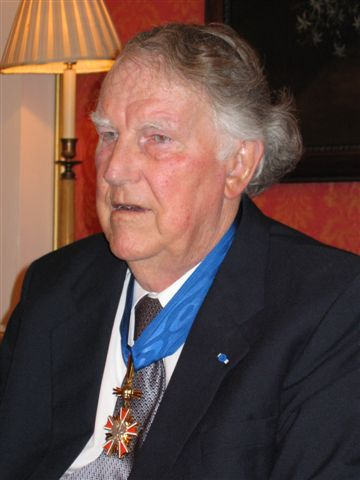
Edmund Hillary († 11. ledna)

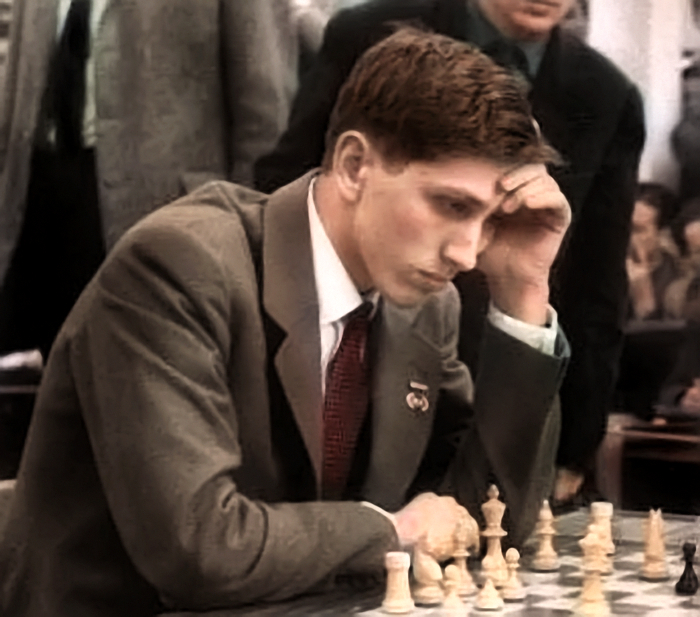
Bobby Fischer († 17. ledna)

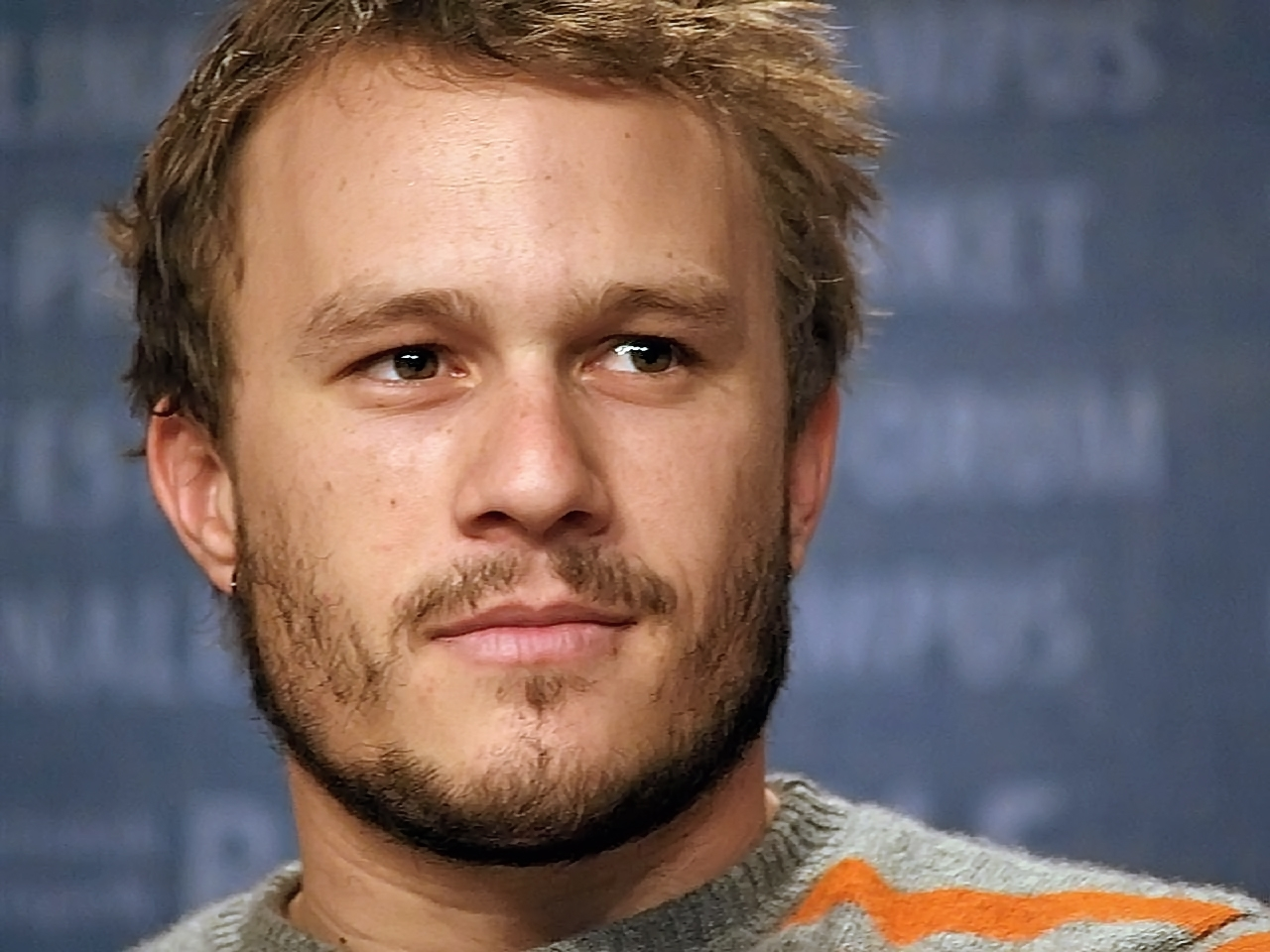
Heath Ledger († 22. ledna)

Arthur C. Clarke († 19. března)

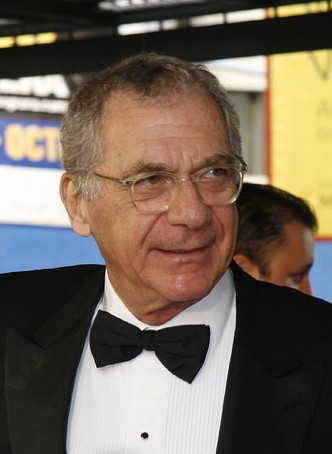
Sydney Pollack († 26. května)

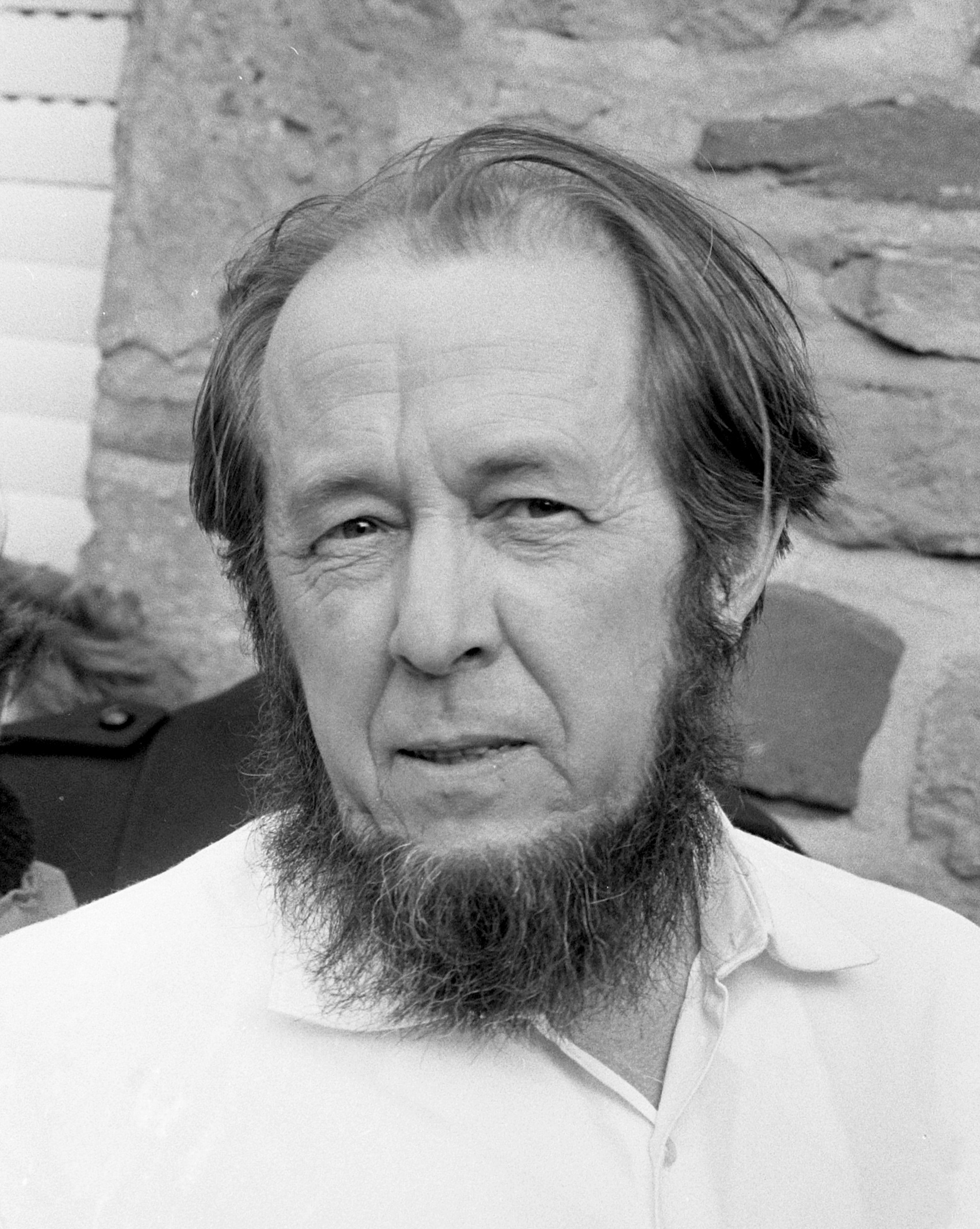
Alexandr Solženicyn († 3. srpna)

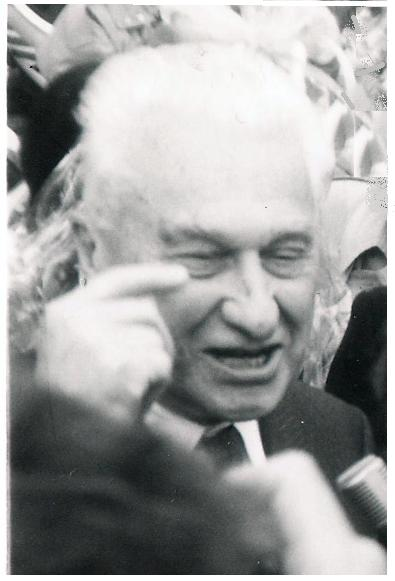
Tomáš Baťa mladší († 1. září)

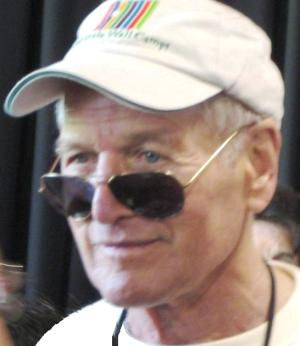
Paul Newman († 26. září)

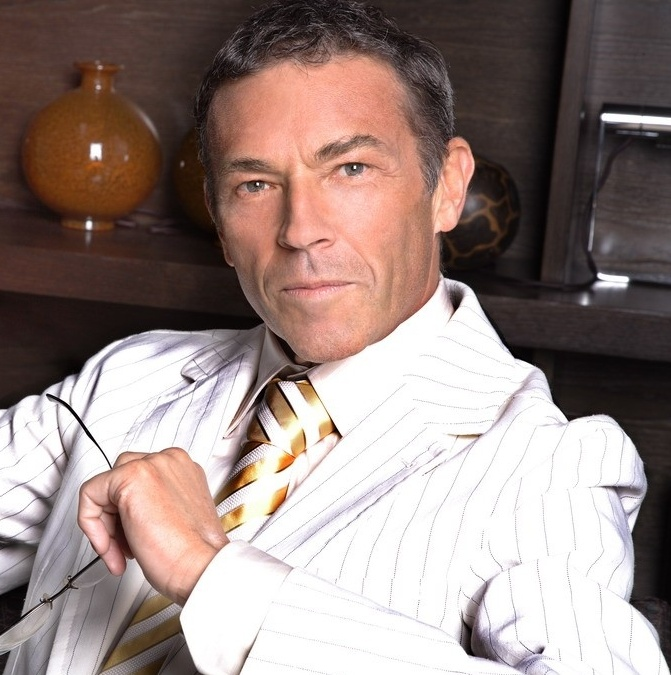
Jörg Haider († 11. října)

- leden – Jiří Svoboda, česko-kanadský cestovatel a spisovatel (* 5. září 1951)
- 2. ledna – Günter Schubert, německý herec (* 18. dubna 1938)
- 7. ledna – Philip Agee, důstojník CIA a spisovatel (* 19. července 1935)
- 9. ledna – Jorge Anaya, argentinský admirál (* 20. září 1926)
- 11. ledna – Edmund Hillary, novozélandský horolezec, který spolu s Tenzingem Norgayem jako první zdolal Mount Everest (* 20. července 1919)
- 14. ledna – Vincenz Lichtenstein, rakouský politik (* 30. července 1950)
- 15. ledna – Brad Renfro, americký herec (* 25. července 1982)
- 16. ledna – Elias Zoghby, řeckokatolický arcibiskup, teolog, spisovatel (* 9. ledna 1912)
- 17. ledna – Bobby Fischer, americký šachista (* 9. března 1943)
- 19. ledna – Suzanne Pleshette, americká herečka (* 31. ledna 1937)
- 22. ledna
  - Heath Ledger, australský herec (* 4. dubna 1979)
  - Claude Piron, belgický lingvista (* 26. únor 1931)
- 26. ledna – Franz Karl Auersperg, rakouský šlechtic, politik a odborář (* 26. července 1935)
- 27. ledna – Suharto, indonéský diktátor (* 8. června 1921)
- 2. února
  - Joshua Lederberg, americký molekulární biolog, nositel Nobelovy ceny (* 23. května 1925)
  - Barry Morse, britsko-kanadský herec (* 10. června 1918)
- 5. února – Mahariši Maheš Jógi, indický filozof (* 12. ledna 1918)
- 6. února – Tony Rolt, britský pilot Formule 1 (* 16. října 1918)
- 9. února – Baba Amte, indický aktivista (* 26. prosince 1914)
- 10. února – Roy Scheider, americký herec (* 10. listopadu 1932)
- 18. února – Alain Robbe-Grillet, francouzský spisovatel, literární teoretik a filmový režisér (* 18. srpna 1922)
- 19. února – Teo Macero, americký hudební producent, skladatel a saxofonista (* 30. října 1925)
- 20. února – Franc Perko, arcibiskup Bělehradu (* 19. listopadu 1929)
- 22. února – Phaolô Giuse Phạm Đình Tụng, vietnamský kněz, arcibiskup Hanoje, kardinál (* 15. června 1919)
- 23. února – Janez Drnovšek, slovinský prezident (* 17. května 1950)
- 28. února – Aharon Amir, izraelský spisovatel (* 5. ledna 1923)
- 3. března – Norman Smith, britský hudebník a hudební producent (* 22. února 1923)
- 4. března
  - Gary Gygax, americký tvůrce a designér herních systémů (* 27. července 1938)
  - Leonard Rosenman, americký hudební skladatel (* 7. září 1924)
- 5. března – Joseph Weizenbaum, německo-americký profesor informatiky (* 8. ledna 1923)
- 6. března – Peter Poreku Dery, arcibiskup Tamaly, ghanský kardinál (* 10. května 1918)
- 12. března – Erwin Geschonneck, německý herec (* 27. prosince 1906)
- 13. března – Martin Fierro, americký jazzový saxofonista, zpěvák, hudební skladatel (* 18. ledna 1942)
- 14. března – Chiara Lubichová, katolická aktivistka, zakladatelka hnutí Fokoláre (* 22. ledna 1920)
- 17. března – Milan Štěrba, příslušník jednotek SOG AČR, první voják v samostatné historii České republiky, který zemřel na následky nepřátelské agrese. (* 25. srpna 1973)
- 18. března – Anthony Minghella, britský režisér (* 6. ledna 1954)
- 19. března
  - Arthur C. Clarke, britský spisovatel (* 16. prosince 1917)
  - Paul Scofield, britský herec (* 21. ledna 1922)
  - Philip Jones Griffiths, velšský fotožurnalista (* 18. února 1936)
- 21. března – George Gross, kanadský sportovní novinář slovenského původu (* 23. ledna 1923)
- 22. března – Cachao López, kubánský hudebník, jeden z autorů a popularizátorů tance mambo (* 14. září 1918)
- 24. března – Richard Widmark, americký filmový herec (* 26. prosince 1914)
- 30. března – Dith Pran, kambodžský novinář a reportážní fotograf (* 27. září 1942)
- 31. března – Halszka Osmólska, polská paleontoložka (* 15. září 1930)
- 5. dubna
  - Péter Baczakó, maďarský vzpěrač (* 27. září 1951)
  - Charlton Heston, americký herec (* 4. října 1924)
- 1. dubna – Péter Baczakó, maďarský vzpěrač (* 27. září 1951)
- 3. dubna – Hrvoje Ćustić, chorvatský fotbalový útočník (* 21. říjen 1983)
- 5. dubna – Charlton Heston, americký filmový herec (* 4. října 1923)
- 9. dubna – Burt Glinn, americký fotograf (* 23. července 1925)
- 12. dubna – Patrick Hillery, irský prezident (* 2. května 1923)
- 13. dubna
  - Ignazio Fabra, italský zápasník, mistr světa v zápase řecko-římském (* 25. dubna 1930)
  - John Archibald Wheeler, americký fyzik (* 9. července 1911)
- 15. dubna – Brian Davison, britský bubeník (* 25. května 1942)
- 16. dubna – Edward Lorenz, americký matematik (* 23. května 1917)
- 17. dubna
  - Danny Federici, americký klávesista, varhaník a akordeonista (* 23. ledna 1950)
  - Aimé Césaire, martinický básník (* 26. června 1913)
- 18. dubna – Alfonso López Trujillo, kolumbijský kardinál (* 8. listopadu 1935)
- 21. dubna
  - Al Wilson, americký zpěvák (* 19. června 1939)
  - Claude Veillot, francouzský spisovatel a scenárista (* 29. září 1925)
- 23. dubna – Jean-Daniel Cadinot, francouzský režisér (* 10. února 1944)
- 24. dubna – Jimmy Giuffre, americký jazzový klarinetista, saxofonista a skladatel (* 26. dubna 1921)
- 27. dubna – Štefan Babjak, slovenský operní pěvec (* 7. října 1931)
- 29. dubna – Albert Hofmann, švýcarský chemik (* 11. ledna 1906)
- 30. dubna – Štefan Mišovic, slovenský herec (* 19. prosince 1921)
- 5. května – Thomas Boggs, americký hudebník (* 16. července 1944)
- 8. května – Arje Dvorecki, izraelský matematik (* 3. května 1916)
- 12. května
  - Irena Sendlerowa, spravedlivá mezi národy (* 15. února 1910)
  - Robert Rauschenberg, americký výtvarník (* 22. října 1925)
- 13. května – Bernardin Gantin, beninský kardinál (* 8. května 1922)
- 15. května
  - Alexander Courage, americký hudební skladatel a aranžér (* 10. prosince 1919)
  - Willis Eugene Lamb, americký fyzik (* 12. července 1913)
- 17. května – Wilfrid Mellers, anglický muzikolog a hudební skladatel (* 26. dubna 1914)
- 19. května – Šlomo Šamir, izraelský generál (* 5. června 1915)
- 20. května – Pierre Gamarra, francouzský spisovatel a novinář (* 10. července 1919)
- 22. května – Robert Lynn Asprin, americký spisovatel (* 28. října 1946)
- 24. května – Jimmy McGriff, americký jazzový varhaník (* 3. dubna 1936)
- 26. května – Sydney Pollack, americký filmový režisér, herec a producent (* 1. července 1934)
- 30. května – Boris Šachlin, sovětský sportovní gymnasta, sedminásobný olympijský vítěz (* 27. ledna 1932)
- 31. května – Michal Barnovský, slovenský historik (* 14. února 1937)
- červen – Robert-Alain de Beaugrande, rakouský lingvista (* 1946)
- 1. června – Yves Saint Laurent, francouzský módní návrhář (* 1. srpna 1936)
- 2. června
  - Bo Diddley, americký rock’n’rollový zpěvák (* 30. prosince 1928)
  - Mel Ferrer, americký filmový herec (* 25. srpna 1917)
- 3. června – Tadeusz Koc, polský vojenský letec (* 9. srpna 1913)
- 4. června – Agata Mróz-Olszewska, polská volejbalistka (* 7. dubna 1982)
- 5. června
  - Ján Johanides, slovenský spisovatel-prozaik a esejista (* 18. srpna 1934)
  - Peter L. Bernstein, americký finanční historik a ekonom (* 22. ledna 1919)
- 8. června – Aden Abdullah Osman Daar, somálský prezident (* 1908)
- 9. června – Karen Asrian, arménský šachový velmistr (* 24. dubna 1980)
- 10. června – Čingiz Torekulovič Ajtmatov, kyrgyzský spisovatel a publicista píšící kyrgyzsky a rusky (* 12. prosince 1928)
- 12. června – Peter Rašev, slovenský herec, režisér a divadelní ředitel (* 6. srpna 1952)
- 15. června – Stan Winston, americký specialista na filmové efekty (* 7. dubna 1946)
- 16. června
  - Binjamin Telem, velitel Izraelského vojenského námořnictva (* 30. července 1928)
  - Gareth Jones, velšský ragbista (* 4. prosince 1979)
- 17. června – Dušan Kuzma, slovenský architekt (* 17. března 1927)
- 22. června – George Carlin, americký komik, satirik, herec, spisovatel (* 12. května 1937)
- 24. června – Leonid Hurwicz, americký ekonom a matematik, nositel Nobelovy ceny (* 21. srpna 1917)
- 29. června – Don S. Davis, americký herec (* 4. srpen 1942)
- 1. července – Mel Galley, anglický hard rockový kytarista (* 8. března 1948)
- 4. července – Janwillem van de Wetering, nizozemský spisovatel (* 12. února 1931)
- 8. července – John Templeton, britský akciový investor, obchodník a filantrop (* 29. listopadu 1912)
- 11. července – Anatolij Pristavkin, ruský spisovatel (* 17. října 1931)
- 13. července – Bronisław Geremek, polský politik a historik (* 6. března 1932)
- 15. července – Jurij Michajlov, sovětský rychlobruslař, olympijský vítěz (* 25. července 1930)
- 22. července
  - Greg Burson, americký dabér (* 29. června 1949)
  - Joe Beck, americký jazzový kytarista (* 29. července 1945)
- 25. července – Johnny Griffin, americký jazzový saxofonista (* 24. dubna 1928)
- 26. července – Merce Cunningham, americký tanečník a choreograf (* 16. dubna 1919)
- 29. července – Bruce Edwards Ivins, americký mikrobiolog (* 22. dubna 1946)
- 1. srpna – Leopoldo Alas Mínguez, španělský spisovatel (* 4. září 1962)
- 3. srpna
  - Nikolaos Makarezos, řecký armádní velitel, pučista (* 1919)
  - Alexandr Solženicyn, ruský spisovatel (* 11. prosince 1918)
- 5. srpna – Neil Bartlett, americký chemik (* 15. září 1932)
- 6. srpna – Francine Navarro, francouzská módní návrhářka, černohorská korunní princezna (* 27. ledna 1950)
- 7. srpna – Andrea Pininfarina, ředitel rodinné karosářské firmy Pininfarina (* 26. června 1957)
- 9. srpna
  - Mahmúd Darwíš, palestinský básník (* 13. března 1941)
  - Bernie Mac, americký herec (* 5. října 1957)
- 10. srpna – Isaac Hayes, americký zpěvák, hráč na klávesové nástroje, skladatel a herec (* 20. srpna 1942)
- 11. srpna – Fred Sinowatz, kancléř Rakouska (* 5. února 1929)
- 12. srpna – Vilma Jamnická, slovenská herečka (* 13. listopadu 1906)
- 13. srpna
  - Les Paul, americký jazzový kytarista (* 9. června 1915)
  - Henri Cartan, francouzský matematik (* 8. června 1904)
- 15. srpna
  - Pavel Hrúz, slovenský spisovatel (* 14. června 1941)
  - Ladislav Pittner, ministr vnitra Slovenska (* 18. května 1934)
- 16. srpna – Anna Świderkówna, polská historička a filoložka (* 5. prosince 1925)
- 17. srpna – František Zvarík, slovenský herec a zpěvák (* 17. července 1921)
- 19. srpna – Binjamin Gibli, náčelník izraelské vojenské rozvědky Aman (* 1. ledna 1919)
- 20. srpna – Chua Kuo-feng, vůdce komunistické Číny (* 16. února 1921)
- 23. srpna
  - Jimmy Cleveland, americký jazzový pozounista (* 3. května 1926)
  - Thomas Huckle Weller, americký bakteriolog, nositel Nobelovy ceny (* 15. června 1915)
- 26. srpna – Michal Dočolomanský, slovenský herec (* 25. března 1942)
- 27. srpna – Del Martinová, americká aktivistka (* 5. května 1921)
- 29. srpna – Phil Hill, první americký mistr světa ve formuli 1 (* 20. dubna 1927)
- 31. srpna – Me'ir Avizohar, izraelský politik (* 27. září 1923)
- 1. září
  - Jerry Reed, americký herec, skladatel a country zpěvák (* 20. března 1937)
  - Tomáš Baťa mladší, česko-kanadský podnikatel (* 17. září 1914)
- 3. září – Françoise Demulder, francouzská válečná fotografka (* 9. června 1947)
- 6. září – Antonio Innocenti, italský kardinál (* 23. srpna 1915)
- 8. září – Hector Zazou, francouzský hudební skladatel a producent (* 11. července 1948)
- 9. září – Jurij Pokalčuk, ukrajinský spisovatel, překladatel, literární vědec, novinář a scenárista (* 24. ledna 1941)
- 10. září – Juraj Okoličány, slovenský hokejový rozhodčí a hokejový supervizor (* 28. března 1943)
- 15. září – Richard Wright, britský hudebník, zakládající člen skupiny Pink Floyd (* 28. července 1943)
- 19. září – Earl Palmer, americký bubeník (* 25. října 1924)
- 20. září – Július Strnisko, slovenský zápasník bronzový na OH 1980 (* 6. srpna 1958)
- 26. září – Paul Newman, americký herec a režisér (* 26. ledna 1925)
- 27. září – Jozef Košnár, slovenský ekonom (* 27. května 1933)
- 28. září – Anatolij Alexejevič Karacuba, ruský matematik (* 31. ledna 1937)
- 1. října – Boris Jefimov, sovětský karikaturista (* 28. září 1900)
- 3. října – Dinis Machado, portugalský spisovatel (* 21. března 1930)
- 6. října – Paavo Haavikko, finský básník a dramatik (* 25. ledna 1931)
- 8. října – George Emil Palade, rumunsko-americký cytolog, nositel Nobelovy ceny (* 19. listopadu 1912)
- 10. října
  - Jean Coué, francouzský spisovatel, novinář a šansoniér (* 27. prosince 1929)
  - Alexej Prokurorov, ruský běžec na lyžích (* 1964)
- 11. října – Jörg Haider, rakouský politik (* 26. ledna 1950)
- 13. října – Antonio José González Zumárraga, ekvádorský kardinál (* 18. března 1925)
- 18. října – Dee Dee Warwick, americká zpěvačka (* 25. září 1945)
- 20. října – Sestra Emmanuelle, belgická řeholnice, působící v chudinských čtvrtích Káhiry (* 16. listopadu 1908)
- 24. října
  - Merl Saunders, americký hudebník (* 14. února 1934)
  - Helmut Zilk, starosta Vídně (* 9. června 1927)
- 25. října
  - Perec Rozenberg, izraelský výsadkář a vynálezce (* 9. září 1919)
  - Muslim Magomajev, ázerbájdžánský a ruský zpěvák (* 17. srpna 1942)
  - Gerard Damiano, americký režisér (* 4. srpna 1928)
- 29. října – William Wharton, americký spisovatel (* 7. listopadu 1925)
- 1. listopadu
  - Yma Sumac, peruánská zpěvačka (* 13. září 1922)
  - Jacques Piccard, švýcarský podmořský výzkumník (* 28. července 1922)
  - Jimmy Carl Black, americký bubeník a zpěvák (* 1. února 1938)
- 2. listopadu – Ahmed al-Mirghani, súdánský prezident (* 16. srpna 1941)
- 4. listopadu – Michael Crichton, americký spisovatel a filmový producent (* 23. října 1942)
- 6. listopadu – Michael Hinz, německý herec (* 28. prosince 1939)
- 10. listopadu – Miriam Makeba, jihoafrická zpěvačka (* 3. března 1932)
- 11. listopadu – Bettie Page, americká modelka (* 20. dubna 1923)
- 12. listopadu
  - Mitch Mitchell, britský bubeník (* 9. července 1947)
  - William Miller, americký olympijský vítěz ve skoku o tyči 1932 (* 1. listopadu 1912)
- 16. listopadu – Wolfgang Schmitz, rakouský ekonom a politik (* 28. května 1923)
- 17. listopadu – Ennio de Concini, italský režisér a scenárista (* 9. prosince 1923)
- 25. listopadu – William Gibson, americký dramatik a spisovatel (* 13. listopadu 1914)
- 26. listopadu – Edwin Ernest Salpeter, rakousko-australsko-americký astrofyzik (* 3. prosince 1924)
- 27. listopadu
  - Gid'on Gechtman, izraelský umělec, fotograf a sochař (* 17. prosince 1942)
  - Višvanáth Pratáp Singh, indický premiér (* 25. června 1931)
- 29. listopadu – Jørn Utzon, dánský architekt (* 9. dubna 1918)
- 3. prosince – Robert Zajonc, polskoamerický psycholog (* 23. listopadu 1923)
- 5. prosince – Alexij II., hlava Ruské pravoslavné církve (* 23. února 1929)
- 8. prosince – Manzoor Hussain Atif, pákistánský pozemní hokejista (* 4. září 1928)
- 9. prosince – Jurij Nikolajevič Glazkov, sovětský kosmonaut (* 2. října 1939)
- 12. prosince
  - Alberich Józef Siwek, opat polského kláštera Wachock a kláštera Vyšší Brod (* 15. května 1920)
  - Avery Dulles, americký teolog, kardinál (* 24. srpna 1918)
- 13. prosince – Paul A. Samuelson, americký ekonom, nositel Nobelovy ceny (* 15. května 1915)
- 17. prosince – Jennifer Jonesová, americká filmová herečka (* 2. března 1919)
- 18. prosince – Majel Barrettová, americká herečka (* 23. února 1932)
- 20. prosince
  - Samuele Bacchiocchi, spisovatel z řad církve Adventistů sedmého dne a teolog (* 29. ledna 1938)
  - Olga Vasiljevna Lepešinská, sovětská tanečnice a pedagožka (* 28. září 1916)
- 22. prosince
  - Nanao Sakaki, japonský básník (* 1. ledna 1923)
  - Lansana Conté, guinejský prezident (* 30. listopadu 1934)
- 24. prosince
  - Harold Pinter, anglický dramatik a básník (* 10. října 1930)
  - Samuel Huntington, americký politolog (* 18. dubna, 1927)
- 29. prosince – Freddie Hubbard, americký jazzový trumpetista (* 7. dubna 1938)
- 31. prosince – Donald E. Westlake, americký spisovatel (* 12. července 1933)
- neznámé datum
  - David Fintz Altabé, americký básník (* 1929)
  - Katja Boh, slovinská socioložka, diplomatka a politička (* 1929)

## Hlavy států
- Afghánistán: Hámid Karzaj
- Alžírsko: Abdelazíz Buteflika
- Albánie: Bamir Topi (2007–2012)
- Andorra:
  - Nicolas Sarkozy
  - Joan Enric Vives Sicília
- Angola: José Eduardo dos Santos
- Antigua a Barbuda: Alžběta II.
- Abcházie: Sergej Bagapš

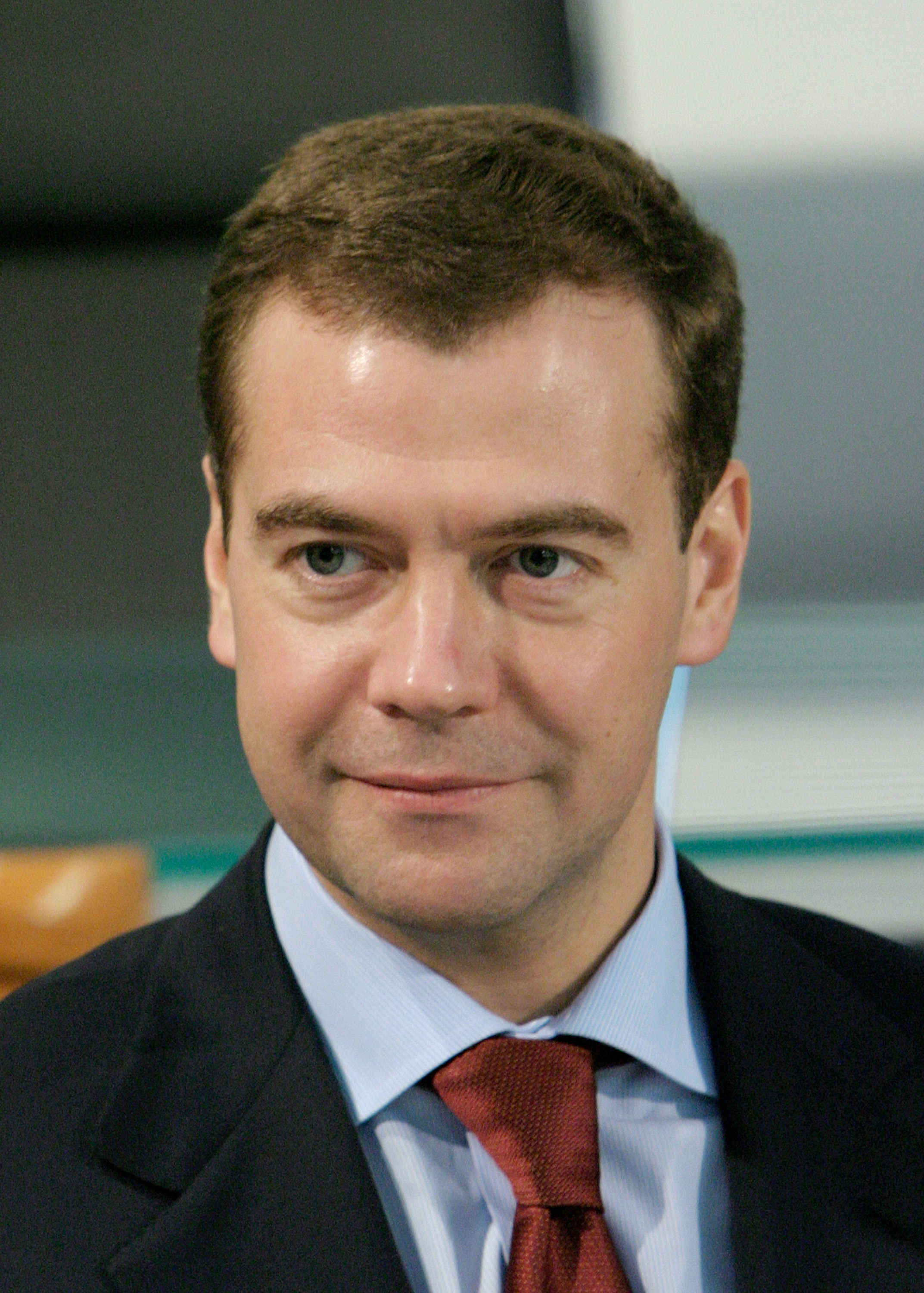
Ruským prezidentem se stal Dmitrij Medveděv

- Argentina: Cristina Fernández de Kirchner
- Arménie:
  1. Robert Kočarjan (1998–2008)
  2. Serž Sarkisjan (2008–2018)
- Austrálie: Alžběta II.
- Ázerbájdžán: Ilham Alijev
- Belgie: Albert II. Belgický
- Bělorusko: Alexandr Lukašenko
- Bulharsko: Georgi Parvanov
- Česko: Václav Klaus
- Dánsko: Markéta II.
- Finsko: Tarja Halonenová
- Francie: Nicolas Sarkozy
- Chorvatsko: Stjepan Mesić
- Itálie: Giorgio Napolitano
- Indie: Pratibha Pátilová
- Irák: Džalál Talabání
- Írán: Mahmúd Ahmadínežád
- Izrael: Šimon Peres
- Jižní Osetie: Eduard Kokojty
- Kosovo: Fatmir Sejdiu
- Maďarsko: László Sólyom
- Makedonie: Branko Crvenkovski
- Německo: Horst Köhler
- Nizozemsko: Beatrix
- Norsko: Harald V.
- Polsko: Lech Kaczyński
- Portugalsko: Aníbal Cavaco Silva
- Rakousko: Heinz Fischer
- Rumunsko: Traian Băsescu
- Rusko: Dmitrij Medveděv
- Řecko: Karolos Papulias
- Slovensko: Ivan Gašparovič
- Slovinsko: Danilo Türk
- USA: George W. Bush (2001–2009)
- Srbsko: Boris Tadić
- Španělsko: Juan Carlos I.
- Švédsko: Karel XVI. Gustav
- Turecko: Abdullah Gül
- Ukrajina: Viktor Juščenko
- Velká Británie: Alžběta II.

- Papež: Benedikt XVI.